# Metro w Pekinie

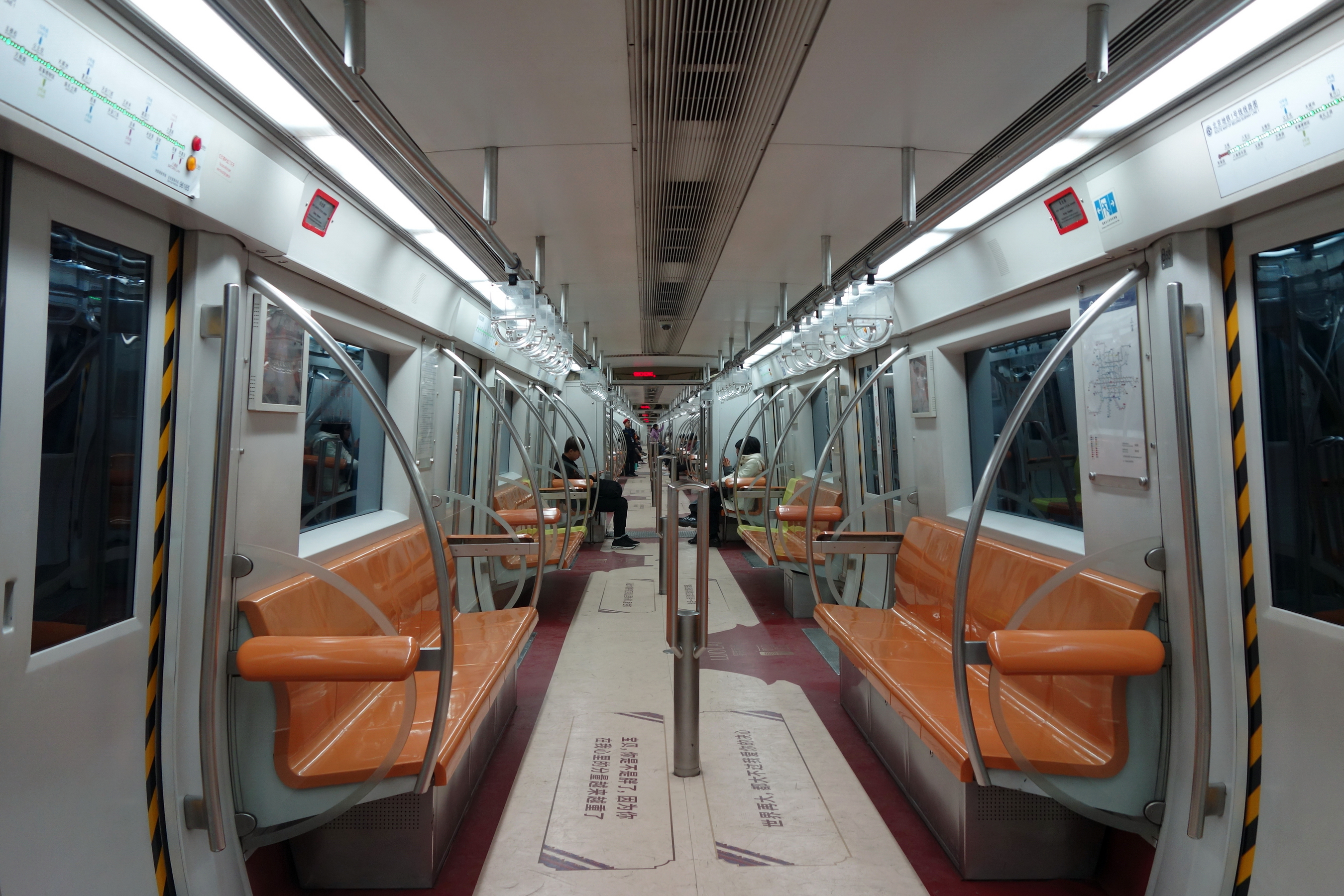
Wnętrze pociągu na linii 1

Metro w Pekinie – system kolei podziemnej i kolei miejskiej w Pekinie. Pod koniec 2019 roku długość 22 linii wynosiła 689 km (nie wliczając linii tramwajowej Xijiao). Z 22 linii metra w 2019 roku korzystało dziennie średnio 10,08 mln pasażerów. 28 grudnia 2019 roku zostało najdłuższą siecią metra na świecie.

## Historia

### Początki
Metro w Pekinie było pierwszym tego typu systemem w Chinach Ludowych. Budowa rozpoczęła się w 1965 roku. Pierwszy odcinek z głównego dworca kolejowego w kierunku zachodnim otwarto 1 września 1969 roku, liczył on 17 stacji i miał długość 23,6 km. Obecnie ww. stacje są częścią linii 1 i 2 (odcinek południowy). Początkowo metro służyło tylko celem wojskowym, mające umożliwić szybki przejazd do centrum miasta jednostkom stacjonującym w koszarach na zachodzie miasta. W dniu 15 stycznia 1971 roku oddano do użytku cywilnego powyższe linie. Przez pierwsze lata z metra mogły skorzystać tylko służbowo osoby, które pracowały w instytucjach państwowych. Do metra w początkowym okresie nie mieli też wstępu obcokrajowcy (poza oficjalnymi delegacjami). W połowie lat osiemdziesiątych oddano do użytku drugą część pętli obecnej linii nr 2, zaś do końca lat dziewięćdziesiątych końcowy fragment linii nr 1 w kierunku wschodnim. 

### Przygotowania do olimpiady
Po ogłoszeniu w 2001 roku, że Pekin został organizatorem Letniej Olimpiady w 2008 uległy przyśpieszeniu prace na trwających budowach, jak też podjęto decyzję o budowie kolejnych linii. W latach 2002 i 2003 oddano do użytku linię nr 13 i Batong (przedłużenie linii 1 z wymaganą przesiadką). Począwszy od 2004 roku, system metra w Pekinie przechodził gruntowną modernizację. Wymieniono pociągi na nowe klimatyzowane, oraz wprowadzono automatyczny system sprzedaży biletów. Modernizacja polegała również na wprowadzeniu nowoczesnej sygnalizacji, obsługi komputerowej, usprawnień dla osób niepełnosprawnych. Stare trakcje o długości 52,2 km wymieniono na nowe, redukujące hałas i poprawiające komfort jazdy. Pierwszą linię na trasie północ-południe otwarto w 2007 roku, linia nr 5 o długości 23,6 km umożliwiała przesiadkę na każdą z obecnych w tamtej chwili linii metra. W dniu 19 lipca 2008 roku uruchomiono trzy nowe linie metra: Airport która prowadzi do nowo otwartego terminalu lotniska Pekin, Olympic Branch Line (obecnie nr 8) prowadząca do głównych obiektów olimpijskich, jak też linię nr 10 (północną i wschodnią część obecnej trasy o długości 25 km, prowadzącą całkowicie pod ziemią). Ciekawostką jest fakt, że z linii nr 8 mogli korzystać jedynie posiadacze biletów na imprezy sportowe. Po otwarciu powyższych linii, sieć metra w Pekinie wydłużyła się do 200 km. 

### Dalszy rozwój
We wrześniu 2009 roku otwarto linię nr 4 o długości 28,2 km i liczącą 24 stacje. Została ona zbudowana i jest zarządzana (na podstawie umowy z władzami Pekinu przez okres 30 lat od oddania linii do użytku), przez spółkę Beijing MTR Corporation (BJMTR), w której jednym z głównych udziałowców jest firma MTR Corporation z Hongkongu, zarządzająca także w tym mieście siecią kolejową MTR. Rekordowy pod względem nowo otwartych linii był 2010 rok, w którym oddano do użytku 5 nowych linii metra: Daxing (zarządzaną przez BJMTR), Fangshan (która nie miała wtedy żadnego połączenia z pozostałymi liniami), Yizhuang, Changping oraz środkową część linii nr 5. Długość całkowita sieci metra w Pekinie wydłużyła się w ciągu roku o ponad połowę osiągając 336 km. Dopiero pod koniec 2011 roku oddano do użytku linię nr 9, która połączyła linię Fangshan z resztą siecią metra. W dniu 31 grudnia 2012 roku uruchomiono linię nr 6, na której po raz pierwszy pociągi sieci metra w Pekinie mogły przekroczyć prędkość 100 km/h. W kolejnym roku ukończono linię 10, której trasa w kształcie pętli ma długość 57 km i jest jednocześnie najdłuższą linią w mieście. Kilka miesięcy później oddano do użytku pierwsze odcinki linii nr 14 (kolejnej zarządzanej przez BJMRT), mającej na trasie stację Pekin Południowy obsługującą koleje dużych prędkości. Pod koniec 2014 roku wraz z otwarciem linii nr 7 długość sieci metra w Pekinie przekroczyła 500 km. W połowie 2015 roku, po przyznaniu Pekinowi prawa do organizacji Zimowych Igrzysk Olimpijskich w 2022 roku, ogłoszono, że miasto otrzyma od rządu dofinansowanie w wysokości 33 miliardów dolarów na budowę 6 nowych linii metra i wydłużenie kolejnych 6. Czwarta linia zarządzana przez BJMTR została oddana do użytku pod koniec 2016 roku – odcinek linii nr 16 o długości 19,6 km. W grudniu 2017 roku otwarto linie S1 i Yanfang oraz linię tramwajową Xijiao, tym samym długość metra w Pekinie przekroczyła 600 km. Linia S1 to pierwsza w systemie kolej magnetyczna, zaś linia Yanfang to pierwsza automatyczna linia, która w 2019 roku po unowocześnieniu do standardu GoA4, stała się w pełni automatyczną. 26 września 2019 roku uruchomiono linię Daxing Airport Express, którą pociągami osiągającymi prędkość do 160 km/h, można dojechać do nowo wybudowanego portu lotniczego Pekin-Daxing. Po oddaniu do użytku pod koniec 2019 roku południowego wydłużenia linii Batong i wschodniego linii nr 7, długość systemu metra w Pekinie zbliżyła się do 700 km. Według oficjalnych danych w 2019 roku w budowie było ponad 300 km tras, w tym nowe linie o numerach 3, 11, 12, 17 i 19.

Rozwój metra w Pekinieroku

## Linie
W lutym 2020 roku metro w Pekinie liczyło 22 linie oraz linię tramwajową Xijiao. Po liniach 4 i Daxing kursują pociągi obejmujące obie trasy w całości lub każdą z osobna. W budowie były linie 3, 11, 12, 17 i 19.

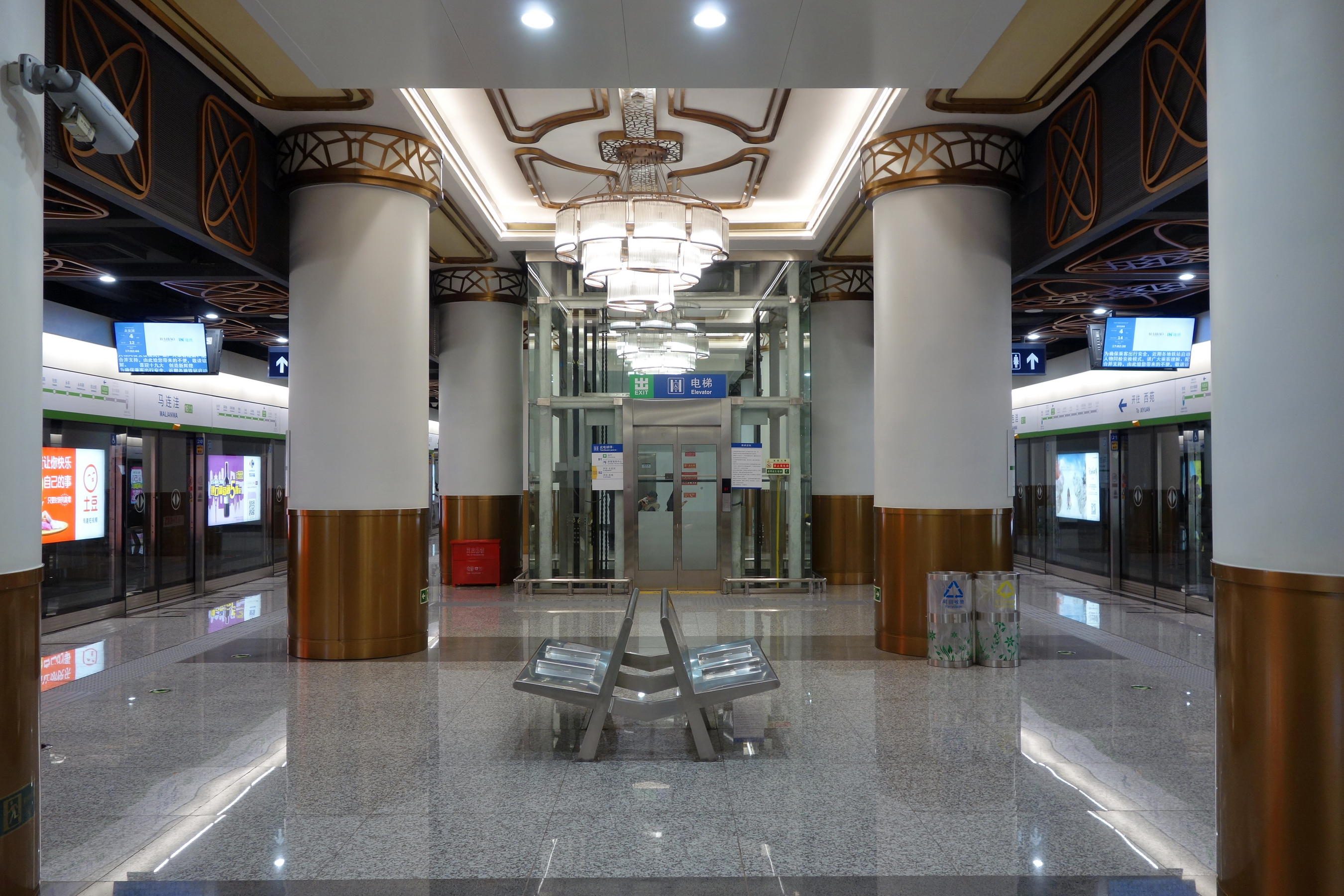
Stacja Malianwa

| Linia           | Stacje końcowe (dzielnice)      | Stacje końcowe (dzielnice)                | Data otwarcia | Ostatnia rozbudowa | Długość km | Stacje | Możliwości przesiadki                                              |
| --------------- | ------------------------------- | ----------------------------------------- | ------------- | ------------------ | ---------- | ------ | ------------------------------------------------------------------ |
| 1               | Pingguoyuan (Shijingshan)       | Sihui East (Chaoyang)                     | 1969          | 1999               | 31         | 23     | 2 4 5 9 10 14 Batong                                               |
| 2 pętla         | Xizhimen (Xicheng)              | Jishuitan (Xicheng)                       | 1971          | 1987               | 23.1       | 18     | 1 4 5 6 8 13 Capital Airport                                       |
| 4               | Anheqiao North (Haidian)        | Gongyixiqiao (Fengtai)                    | 2009          | 2010               | 28.2       | 24     | 1 2 6 7 9 10 13 14 16 Daxing                                       |
| 5               | Tiantongyuan North (Changping)  | Songjiazhuang (Fengtai)                   | 2007          | —                  | 27.6       | 23     | 1 2 6 7 10 13 14 15 Yizhuang                                       |
| 6               | Jin'anqiao (Shijingshan)        | Lucheng (Tongzhou)                        | 2012          | 2018               | 53.4       | 32     | 2 4 5 8 9 10 14 S1                                                 |
| 7               | Pekin Zachodni (Fengtai)        | Hua Zhuang (Tongzhou)                     | 2014          | 2019               | 40.3       | 29     | 4 5 8 9 10 14 Batong                                               |
| 8 północna      | Zhuxinzhuang (Changping)        | National Art Museum (Dongcheng)           | 2008          | 2018               | 28.5       | 19     | 2 6 10 13 15 Changping                                             |
| 8 południowa    | Zhushikou (Dongcheng)           | Yinghai (Daxing)                          | 2018          | -                  | 16.4       | 12     | 7 14                                                               |
| 9               | National Library (Haidian)      | Guogongzhuang (Fengtai)                   | 2011          | 2012               | 16.5       | 13     | 1 4 6 7 10 14 Fangshan                                             |
| 10 pętla        | Bagou (Haidian)                 | Chedaogou (Haidian)                       | 2008          | 2013               | 57.1       | 45     | 1 4 5 6 7 8 9 13 14 Yizhuang Capital Airport Daxing Airport Xijiao |
| 13              | Xizhimen (Xicheng)              | Dongzhimen (Dongcheng)                    | 2002          | 2003               | 40.9       | 17     | 2 4 5 8 10 15 Changping Capital Airport                            |
| 14 zachodnia    | Zhangguozhuang (Fengtai)        | Xiju (Fengtai)                            | 2013          | 2014               | 12.4       | 7      | 9 10                                                               |
| 14 wschodnia    | Pekin Południowy (Fengtai)      | Shan'gezhuang (Chaoyang)                  | 2014          | 2017               | 31.4       | 21     | 1 4 5 6 7 8 10 15                                                  |
| 15              | Qinghuadongluxikou (Haidian)    | Fengbo (Shunyi)                           | 2010          | 2014               | 41.4       | 20     | 5 8 13 14                                                          |
| 16              | Beianhe (Haidian)               | Xiyuan (Haidian)                          | 2016          | 2017               | 19.6       | 10     | 4                                                                  |
| Batong          | Sihui (Chaoyang)                | Hua Zhuang (Tongzhou)                     | 2003          | 2019               | 23.4       | 14     | 1 7                                                                |
| Changping       | Changping Xishankou (Changping) | Xi'erqi (Haidian)                         | 2010          | 2015               | 32.0       | 12     | 8 13                                                               |
| Daxing          | Gongyixiqiao (Fengtai)          | Tiangongyuan (Daxing)                     | 2010          | —                  | 21.8       | 11     | 4                                                                  |
| Fangshan        | Guogongzhuang (Fengtai)         | Yancun East (Fangshan)                    | 2010          | 2017               | 27         | 12     | 9 Yanfang                                                          |
| Yanfang         | Yancun East (Fangshan)          | Yanshan (Fangshan)                        | 2017          |                    | 14.4       | 9      | Fangshan                                                           |
| Yizhuang        | Songjiazhuang (Fengtai)         | Yizhuang Railway Station (Tongzhou)       | 2010          | 2018               | 23.3       | 14     | 5 10                                                               |
| Capital Airport | Dongzhimen (Dongcheng)          | Terminal 2 (Chaoyang) Terminal 3 (Shunyi) | 2008          | —                  | 28.1       | 4      | 2 10 13                                                            |
| Daxing Airport  | Caoqiao (Fengtai)               | Daxing Airport (Guangyang, Langfang)      | 2019          | —                  | 41.36      | 3      | 10                                                                 |
| S1              | Jin'anqiao (Shijingshan)        | Shichang (Mentougou)                      | 2017          | —                  | 9.1        | 7      | 6                                                                  |
| Xijiao          | Bagou (Haidian)                 | Fragrant Hills (Haidian)                  | 2017          | —                  | 8.8        | 6      | 10                                                                 |
| Razem           | Razem                           | Razem                                     | Razem         | Razem              | 689*       | 399*   | * nie wliczana linia Xijiao                                        |